# Avenella fusca
Avenella fusca är en mossdjursart som beskrevs av Dalyell 1848. Avenella fusca ingår i släktet Avenella och familjen Vesiculariidae. Inga underarter finns listade i Catalogue of Life.